# Ugo Tucci
Ugo Tucci (Roma, 1930) è un produttore cinematografico italiano.
Ha prodotto film di registi quali Elio Petri (La classe operaia va in paradiso), Umberto Lenzi (Il trucido e lo sbirro), Sergio Leone (Giù la testa), Lucio Fulci (Zombi 2), Tinto Brass (Fallo!) e Aurelio Grimaldi (L'educazione sentimentale di Eugénie).

## Filmografia

### Cinema
- Le notti dei teddy boys, regia di Leopoldo Savona (1959)
- Legge di guerra, regia di Bruno Paolinelli (1961)
- Sette uomini d'oro, regia di Marco Vicario (1965)
- Il prof. dott. Guido Tersilli primario della clinica Villa Celeste convenzionata con le mutue, regia di Luciano Salce (1969)
- Terzo canale - Avventura a Montecarlo, regia di Giulio Paradisi (1970)
- La classe operaia va in paradiso, regia di Elio Petri (1971)
- Giù la testa , regia di Sergio Leone (1971)
- Sbatti il mostro in prima pagina, regia di Marco Bellocchio (1972)
- Il generale dorme in piedi, regia di Francesco Massaro (1972)
- La Tosca, regia di Luigi Magni (1973)
- Spasmo, regia di Umberto Lenzi (1974)
- Donna è bello, regia di Sergio Bazzini (1974)
- Simone e Matteo - Un gioco da ragazzi, regia di Giuliano Carnimeo (1975)
- Il vangelo secondo Simone e Matteo, regia di Giuliano Carnimeo (1976)
- Come una rosa al naso, regia di Franco Rossi (1976)
- Il trucido e lo sbirro, regia di Umberto Lenzi (1976)
- La banda del trucido, regia di Stelvio Massi (1977)
- Tutto suo padre, regia di Maurizio Lucidi (1978)
- Zombi 2, regia di Lucio Fulci (1979)
- Un dramma borghese, regia di Florestano Vancini (1979)
- Prestami tua moglie, regia di Giuliano Carnimeo (1980)
- L'ultimo squalo, regia di Enzo G. Castellari (1981)
- Pierino medico della SAUB, regia di Giuliano Carnimeo (1981)
- Grunt! - La clava è uguale per tutti, regia di Andy Luotto (1983)
- Ars amandi, regia di Walerian Borowczyk (1983)
- Chi mi aiuta...? , regia di Valerio Zecca (1983)
- Superfantagenio, regia di Bruno Corbucci (1986)
- Fallo!, regia di Tinto Brass (2003)
- Ladri di barzellette, regia di Bruno Colella e Leonardo Giuliano (2004)
- E ridendo l'uccise, regia di Florestano Vancini (2005)
- La porta delle 7 stelle, regia di Pasquale Pozzerese (2005)
- Closer to the Moon, regia di Nae Caranfil (2014)

### Televisione
- Un commissario a Roma – serie TV, 10 episodi (1993)